# Angá Diaz

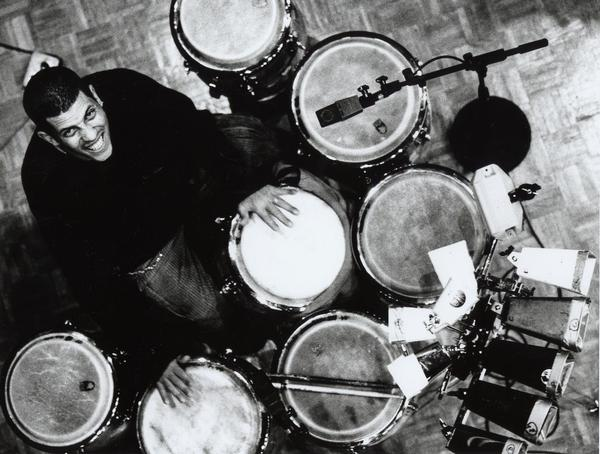
Angá Diaz

Angá Díaz, officieel Miguel Aurelio Diaz Zayas (San Juan y Martínez, 15 juni 1961 – Barcelona, 9 augustus 2006), was een Cubaanse percussionist.
De geboorteplaats van Angá Díaz ligt in de provincie Pinar del Río in Cuba, een gebied dat bekend is om zijn rumba-tradities. Angá is een bijnaam die hij deelde met zijn vader. Hij begon al vroeg met percussie spelen, trad op en maakte professionele opnamen terwijl hij nog op school zat. Hij werd bekend als een van de oprichters van de pionierende latin jazz-Grammy Award-winnende groep Irakere en het was met hen dat hij zijn techniek op vijf conga's perfectioneerde.
Met zijn explosieve solo's en inventieve patronen op vijf conga's werd hij beschouwd als een van de beste congaspelers ter wereld. Hij was toegewijd aan de ontwikkeling van de conga, en doorbrak percussie-tradities door traditionele latin ritmes, jazz, jungle, funk en hip-hop te spelen terwijl hij vasthield aan zijn specifieke Cubaanse wortels.
In de jaren negentig als onafhankelijk muzikant was Angá vrij om zich aan een variëteit aan projecten te wijden. Hij speelde met verscheidene Cubaanse artiesten, waaronder Afro-Cuban All Stars, Buena Vista Social Club, Omar Sosa, Omara Portuondo en Orisha. Hij maakte opnamen en toerde vaak met internationale muzikanten zoals Steve Coleman, Baba Sissoko, Ry Cooder, Pascal Coulon, Malik Mezzadri, Buddy Montgomery en John Patitucci.
In 1994 nam hij Pasaporte op met Tata Guines; dat leverde hem in 1995 de EGREM Album van het jaar prijs op (de Cubaanse Grammy). Twee jaar later voegde Angá zich bij de Amerikaanse trompettist Roy Hargrove waarmee hij de Grammy winnende plaat Cristol Habana uitbracht. In 2000 nam hij met Rubén González de Grammy-genomineerde plaat Chanchullo uit, en in datzelfde jaar werkte hij samen met Pascal Coulon aan de cd Arpa Fusion.
Zijn muzikale reis was een persoonlijke zoektocht om nieuwe geluiden te onderzoeken en ritmische mengvormen te creëren. Hij was meer dan alleen een performer, en hij toonde zijn toewijding aan de ontwikkeling van zijn instrument door masterclasses te geven op verschillende scholen en universiteiten in Noord-Amerika en Europa. Voor dit doel bracht hij Anga Mania! uit, een instructie video waarop hij vele van zijn technieken uitlegde en de filosofie achter zijn spel; de video won in 2000 de Percussion Video van Drum Magazine.
Angá Diaz is de vader van het muzikale duo Ibeyi.
In 2005 nam hij Echu Mingua op en in 2006 vertrok hij op zijn wereldtournee met dezelfde naam. Miguel "Angá" Diaz overleed onverwachts aan een hartaanval in zijn huis in Barcelona. Hij werd 45 jaar oud.